# Zofia Słaboszowska
Zofia Słaboszowska-Berger (ur. 19 września 1933, zm. 13 sierpnia 2004 w Herzbergu) – polska aktorka filmowa.

## Życiorys
Absolwentka Akademii Sztuk Pięknych w Warszawie. Do filmu trafiła w wyniku konkursu Zespołu Autorów Filmowych „Rytm”, ogłoszonego w numerze 671 z 16 lutego 1958 r. Przekroju pod hasłem Film szuka młodych aktorek . W polskich produkcjach występowała w latach 1958–1964. Następnie wyjechała do Niemieckiej Republiki Demokratycznej (dokładna data nie jest znana), gdzie do 1985 roku występowała w tamtejszych filmach. Do 1995 roku była żoną Helmuta Schreibera – również aktora.

## Filmografia
- Ostatni strzał (1958) – wczasowiczka
- Kamienne niebo (1959) – Ewa
- Spotkania w mroku (1960) – pianistka Magdalena Nowak
- Immer am Weg dein Gesicht (1960) – Sonja
- Historia współczesna (1960) – pielęgniarka Bożena, dziewczyna Jasińskiego
- Ogniomistrz Kaleń (1961) – Maria, kobieta „Bira”
- Nad rzeką (1962) – partyzantka
- Gdzie jesteś, Luizo? (1964) – Luiza
- Dr Schulter odnajduje Niemcy (Dr Schulter) (1965) – Ljuba
- Synowie Wielkiej Niedźwiedzicy (Die Söhne der großen Bärin) (1965) – Mongszongszah
- Die andere Front (1965) – Nadia
- Śpiąca królewna (Dornröschen) (1971) – Magda
- Angebot aus Schenectady (1971) – Irena Zawadzka
- Die Schüsse der Arche Noah (1983) – matka przełożona